# Ларсен, Лейф
Лейф Хо́льгер Ла́рсен (норв. Leif Holger Larsen; 27 января 1954, Ставангер — 8 мая 2015, долина Налтар, Гилгит-Балтистан, Пакистан) — дипломат, посол Норвегии в Пакистане.

## Биография
Родился в городе Ставангер. Окончил Бергенский университет по специальности «История», имел степень cand. polit. (аналог кандидата наук в социальных науках). С 1984 года работал в МИДе. С 2000 года — зам. директора. С 2001 года советник министра в норвежской делегации при НАТО. С 2005 года  глава департамента МИДа. В 2009 году был назначен главным педагогом Университетский колледж обороны Норвегии.
В 2011 году начал работать в Южной Азии, сначала как особый представитель МИДа Норвегии в Афганистане и Пакистане. 14 января 2008 года в составе военной норвежской делегации был в отеле «Серена» в Кабуле во время нападения на отель боевиков Талибана, во время которого погибли 6 человек, включая норвежского журналиста.
В сентябре 2014 года был назначен послом Норвегии в Пакистане.
Погиб 8 мая 2015 года при крушении военного вертолёта Ми-17 (Ми-8М в отечественной классификации).